# Cal Berenguer de Cabrianes
Cal Berenguer de Cabrianes és una petita colònia tèxtil del municipi de Sallent (Bages), al peu del riu Llobregat, i al costat del pont que dona accés al poble de Cabrianes.

## Història
El 1871, Josep Berenguer i Vilarassau (1814-1895) va establir una fàbrica de teixits de cotó a Artés moguda pel vapor, i el 1873 es va crear la societat Berenguer i Cia amb la participació del seu fill Josep Berenguer i Cava i de Ramon de Rocafort Casamitjana. A la mort del fundador el 1895, l'empresa, sota la direcció de Josep Berenguer i Cava, va iniciar un procés d’expansió, i el 1898 va arrendar per deu anys la filatura de cotó del Pont de Cabrianes. El 1900 va obtenir la concessió per a un salt d’aigua al riu Llobregat, al poble de Cabrianes, i el 1902 va començar la construcció de la fàbrica, que ja funcionava el 1905.
Josep Berenguer i Cava va morir solter el 1904 i els seus nebots (fills del seu germà Francesc) Josep, Casimir i Francesc Clapers i Berenguer van formar la societat Sobrinos de Berenguer. La seu social i el despatx es van establir al carrer de la Diputació, 246 de Barcelona, en un edifici modernista obra de l’arquitecte Bonaventura Bassegoda i Amigó.
El 17 de noviembre del 1920, els tres germans van convertir l'empresa familiar en la societat anònima Manufactures Berenguer, amb un capital de 5 milions de pessetes i Josep Clapés i Berenguer com a president del consell d'administració. Francesc va morir el 1930, i els seus germans Josep i Casimir van quedar solters, de manera que a partir del 1936, els seus fills Josep, Lluı́s i Enric Clapers i Cluselles van heretar l’empresa.
El 1989, en plena crisi del tèxtil, van vendre la fàbrica de Cabrianes a Eudald Gonfaus, i amb el canvi de propietari se'n va portar a terme una reducció de la plantilla i una automatització de la maquinària. La fàbrica va tancar el 2004, i des d'aleshores, tant aquesta com els habitatges es lloguen.

## Descripció
L'edifici de la fàbrica té una planta en forma d'«L». És de dos pisos amb una decoració exterior basada en la disposició geomètrica de maó i totxo, d'època modernista. La xemeneia és circular, força ben conservada. El canal i la resclosa, de l'any 1902, encara estan en funcionament. L'entrada al recinte tancat que formen la fàbrica i els edificis annexos es realitza a través del bloc d'habitatges per als treballadors, de planta baixa i tres pisos, en angle, on hi ha un portal al centre amb una bàscula. Per aquesta entrada en forma de galeria s'accedeix a l'espai central de la fàbrica, enjardinat. També són destacables els elements de ferro forjat, com reixats, portes i fanals.
El bloc d'habitatges per als obrers, conegut com els pisos de la fàbrica, es van construir a causa que als primers temps els treballadors provenien de Navarcles, d'Artés, de Sallent i de Santa Maria d'Oló.
La nau central de la fàbrica és de grans dimensions, de fet és la nau més gran de l'època modernista que es conserva a Catalunya. Tota la indústria funcionava amb els 300 cavalls de força que produïa el salt d'aigua (que actualment encara està funcionant i ven l'electricitat a FECSA).